# ¡Doona!
¡Doona! (en hangul, 이두나!; romanización revisada del coreano: Lee Du-na!) es una serie de televisión web surcoreana dirigida por Lee Jeong-hyo y protagonizada por Bae Suzy, Yang Se-jong, y Lee Yu-bi. Basada en el homónimo webtoon, se estrenó en la plataforma de contenidos audiovisuales Netflix el 20 de octubre de 2023.

## Sinopsis
Lee Doo-na fue la cantante de un popular grupo de ídolos, ahora retirada de ese mundo tras una decisión repentina. Vive alejada del glamour, en una casa compartida en una zona universitaria, y allí coincide con Lee Won-joon, un estudiante de veinte años que ha estado enamorado desde la adolescencia (sin ser correspondido) de Kim Jin-joo. Por este motivo al principio no le presta atención, pero el encanto de su coinquilina provoca que cambien sus sentimientos.  Mientras él inicia una introspección sobre lo que siente en medio de señales confusas, la cantante también comienza a escarbar en su propio dolor y angustia: ¿por qué abandonó la música?

## Reparto

### Principal
- Bae Suzy como Lee Doo-na, quien era la vocalista principal de un popular grupo de ídolos, pero un día, tras una crisis sobre el escenario, anuncia su retiro repentino y se va a vivir en una casa compartida en una ciudad universitaria.[5][6][7]
- Yang Se-jong como Lee Won-joon, un estudiante de primer curso en el Departamento de Nanoingeniería de la Universidad de Minsong.[5][8][9]

### Secundario

#### Entorno de Won-joon
- Shin Ha-young  como Kim Jin-joo, de 22 años; estudia en el segundo curso de Literatura Coreana en la misma Universidad de Minsong. Fue el amor no correspondido de Won-joon desde la escuela secundaria, que aún no la ha olvidado.[10][11]
- Park Se-wan como Choi Yi-ra, la molesta compañera desde la infancia de Won-joon; ambos nacieron en el mismo hospital, con pocos minutos de diferencia.[12]
  - Lee So-yoon como Yi-ra de niña.
- Joo Joo-woo como Kook Soo-jin.
- Seo Eun-sol como Lee Won-young.
- Kim Do-wan como Koo Jung-hoon, compañero de casa de Won-joon y Doo-na.[13]
- Kim Min-ho como Seo Yoon-taek, compañero de casa de Won-joon y Doo-na.[13]

#### Universidad de Minsong
- Kwon Han-sol como Song Tae-rim.[14]
- Baek Ji-hye como Lee Eun-joo, una amiga universitaria de Yi-ra.[15]
- Lee Chan-hyung como Ji Se-hoon.

#### Otros
- Kim Sun-young como la madre de Doo-na.[16]
- Kim Yoo-mi como Ma, la directora de la agencia de Doo-na.[16]
- Lee Yu-bi.[17]
- Park Yoon-hee como el tiránico padre de Jin-joo.
- Jin Seong-yoon como la madre de Jin-joo.

### Apariciones especiales
- Lee Jin-wook como Park Min-wook, el hombre que descubrió a Doo-na y cuidó su carrera.[18]
- Go Ah-sung como Im Ha-yeon, miembro del grupo Dream Sweet.[19][20]
- Choi Rhian, del grupo de baile La Chica, como Bit-na, miembro del grupo Dream Sweet.[19][20]
- Shim Hwa-jeong, del grupo de baile La Chica, como Ye-ji, miembro del grupo Dream Sweet.[19][20]
- Janet Seo como Jisoo, miembro del grupo Dream Sweet.[16]
- Kim Hyun-mok como un acosador (ep. 3).

## Producción
La serie se basa en un popular webtoon del mismo título, escrito por Min Song-ah, que se publicó entre julio de 2019 y julio de 2022 en Naver. Sin embargo, la serie y el webtoon difieren particularmente en el final, que en el caso de aquella deja espacio a la interpretación de los espectadores.
¡Doona! está producida por Studio Dragon, Show Runners y Studio N, y dirigida por Lee Seong-hyo, director también de series de éxito como Aterrizaje de emergencia en tu corazón y El amor es un capítulo aparte.
El 29 de julio de 2022 se anunció que el rodaje había comenzado. Según el director Lee Jeong-hyo, el escenario es una casa compartida de estilo europeo, de dos pisos, cuya fachada evoca un castillo donde se esconde la protagonista. Se prestó mucha atención en general a los accesorios y objetos que forman parte del decorado, como fuentes de significado que permiten descubrir los sentimientos de los personajes.
El 12 de diciembre de 2022 Netflix confirmó la producción de la serie, así como los nombres de los dos protagonistas. Para Yang Se-jong se trata de su primer papel tras la vuelta del servicio militar el 15 de noviembre de 2021, y fue elegido para el papel del joven universitario no obstante estuviera ya en la treintena, por expreso deseo del director Lee Jeong-hyo.
El 5 de octubre de 2023 Netflix emitió un comunicado de prensa acompañado de algunos fotogramas de la serie. El 11 del mismo mes Suzy publicó en su cuenta de Instagram nuevos fotogramas que preanunciaban su puesta en onda, y donde se mostraba su gran parecido con el personaje del webtoon original. El mismo día se lanzaron el cartel principal y un avance. El 18 de octubre la producción se presentó en el COEX, Samseong-dong, Gangnam-gu, Seúl.

## Recepción
Tras su estreno, la serie ocupó el primer lugar entre las más vistas en su país de la plataforma Netflix, y fue la séptima en todo el mundo (en series de habla no inglesa) en la semana del 16 al 22 de octubre, con casi 20 millones de horas de visualización.

### Crítica
Jang Woo-jeong (Chosun Biz), tras señalar la gran interpretación y la adherencia a su personaje de Bae Suzy, siendo ella misma antigua idol, celebridad del mundo del espectáculo surcoreano, considera que la trama es demasiado aburrida para prolongarse por nueve episodios recurriendo solo al encanto de aquella: «si quitas el elemento de "romance con un ídolo", el romance y la cita de Doo.na y Won-joon son muy realistas. No hay incidentes impactantes ni personas malvadas que no se puedan entender». Esta carencia de elementos narrativos puede achacarse al mismo webtoon original.
Según Ester Palomino (Infobae), «en cuanto al tono y al ritmo narrativo, ¡Doona! podría encontrar un símil en la serie Aun así (2021). La complejidad e inestabilidad del romance es el motor y motivo de la historia; algo que podría ser perfecto para quienes son aficionados al género, pero insuficiente para algunos espectadores. La salud mental de los protagonistas podría haberse tocado con mayor énfasis; sin embargo, el guion deja la mayor parte de la reflexión en manos del espectador. Asimismo, si bien la serie de nueve capítulos requiere paciencia del público, compensa tal esfuerzo con la química innegable de sus dos estrellas».
Sveva Di Palma (Cinematographe.it) escribe que «la serie está creada con gran cuidado, profundidad y una sensibilidad exclusivamente coreana en estilo y gracia narrativa. [...] Los personajes de Doona son complejos, falibles, repiten los mismos errores, enjaulados en un bucle de pantallas y patrones mentales que se repiten en su enfermiza normalidad. El espectador, acostumbrado a la narración lineal "al estilo occidental", puede percibir los cambios y evoluciones de los personajes como lentos, si no inconsistentes. Pero el objetivo del director es precisamente este: hacer que quienes miran perciban los tiempos como naturales».